# Lords of the Fallen (jeu vidéo, 2014)
Lords of the Fallen est un jeu vidéo de type action-RPG développé par Deck13 Interactive et CI Games, et publié par Bandai Namco Games.

## Système de jeu
Lords of the Fallen est un jeu vidéo de rôle d'action se jouant à la troisième personne. Son style de jeu est comparé à de nombreuses reprises à ceux de jeux tels que Dark Souls, ceux de la série Darksiders et même The Legend of Zelda.

## Synopsis
Dans le jeu, le joueur incarne l'anti-héros Harkyn, un criminel condamné, qui va chercher sa rédemption, lorsque des dieux que tout le monde pensait morts depuis longtemps attaquent le monde des humains, et qu'il est ensuite libéré de prison, afin de mettre fin à leur règne de terreur.

## Accueil
Lords of the Fallen est moyennement reçu par les critiques. Les sites d’agrégation de notes GameRankings et Metacritic lui donnent des notes respectives de 68,95 % (19 tests) et 73 % (36 tests) pour la version PC, de 68,97 %  (19 tests) et 68 % (45 tests) pour la version PlayStation 4, 71,27 % (11 tests) et 71 % (13 tests) pour la version Xbox One.
- Canard PC : 6/10[1]
- Game Informer : 8,5/10[11]
- Gamekult : 5/10[12]
- GameSpot : 8/10[13]
- IGN : 7,4/10[14]
- Jeuxvideo.com : 14/20[3]
- Polygon : 7,5/10[15]